# 火災予防運動
火災予防運動（かさいよぼううんどう）とは、火災予防思想の普及を図り、火災の発生を防止することを目的とする日本の啓発活動である。一般には消防庁が制定する全国火災予防運動実施要領に基づいて実施される全国火災予防運動を指す。

## 概要
「全国火災予防運動」の名称が使用されるようになったのは1953年から。1952年は「全国大火撲滅運動」と呼ばれていた。
市町村はこの期間に関係団体と協力・連携のもと各種広報活動を行うとともに、消防訓練等を実施するものとされている。

## 時期
春季は毎年3月1日–3月7日。秋季は毎年11月9日–11月15日。それぞれ春の全国火災予防運動、秋の全国火災予防運動と呼ばれている。
ただし、一部地域で地域の気候特性に鑑み日程をずらして実施される。
実施期間は何度か変更されたが、1989年からは現在の「消防記念日を最終日とする一週間」と「119番の日を起点とする一週間」に設定されている。

## 起源
1922年にアメリカで制定された「火災予防週間」（Fire prevention week)に由来する。
1871年10月9日に発生したシカゴ大火（火元発生は10月8日）を記念して、1911年に全米防火協会（NFPA;National Fire Protection Association）の北米消防隊長協会（FMANA;Fire Marshals Association of North America）によって10月9日が防火デー(Fire prevention day）と定められた。
その後、各地の火災予防啓発活動の拡大を受けて、1922年にウオレン・G・ハーディング米大統領により10月9日を含む日曜から土曜までの一週間が火災予防週間として公式に決定された。

## 歴史
アメリカに倣い日本国内でも火災予防運動をする気運が発生するが、実現するのは1930年になってからであった。

### 消防のあゆみ
1927年3月7日に発生した北丹後地震による火災被害を教訓とした啓発活動が1930年3月7日に大日本消防協会により「防火運動」として近畿地方で実施された。
「防火運動」の盛況を受けて同年12月1日、関東地方でも「防火デー」として火災予防の啓発活動が実施された。以後、類似の行事を実施する地方は増えていくが、戦時体制にともない防火よりも国防としての側面が強くなっていく。
1946年GHQの指令により東京都で「火災予防運動」が10月21日-10月27日に実施される。これはアメリカの火災予防週間に倣って実施された。
1949年以降は国家消防庁の設置を受けて「大火撲滅運動」が実施されたが、現在の形式になるのは1952年の国家消防本部設置以降である。